# 풍도 (882년)

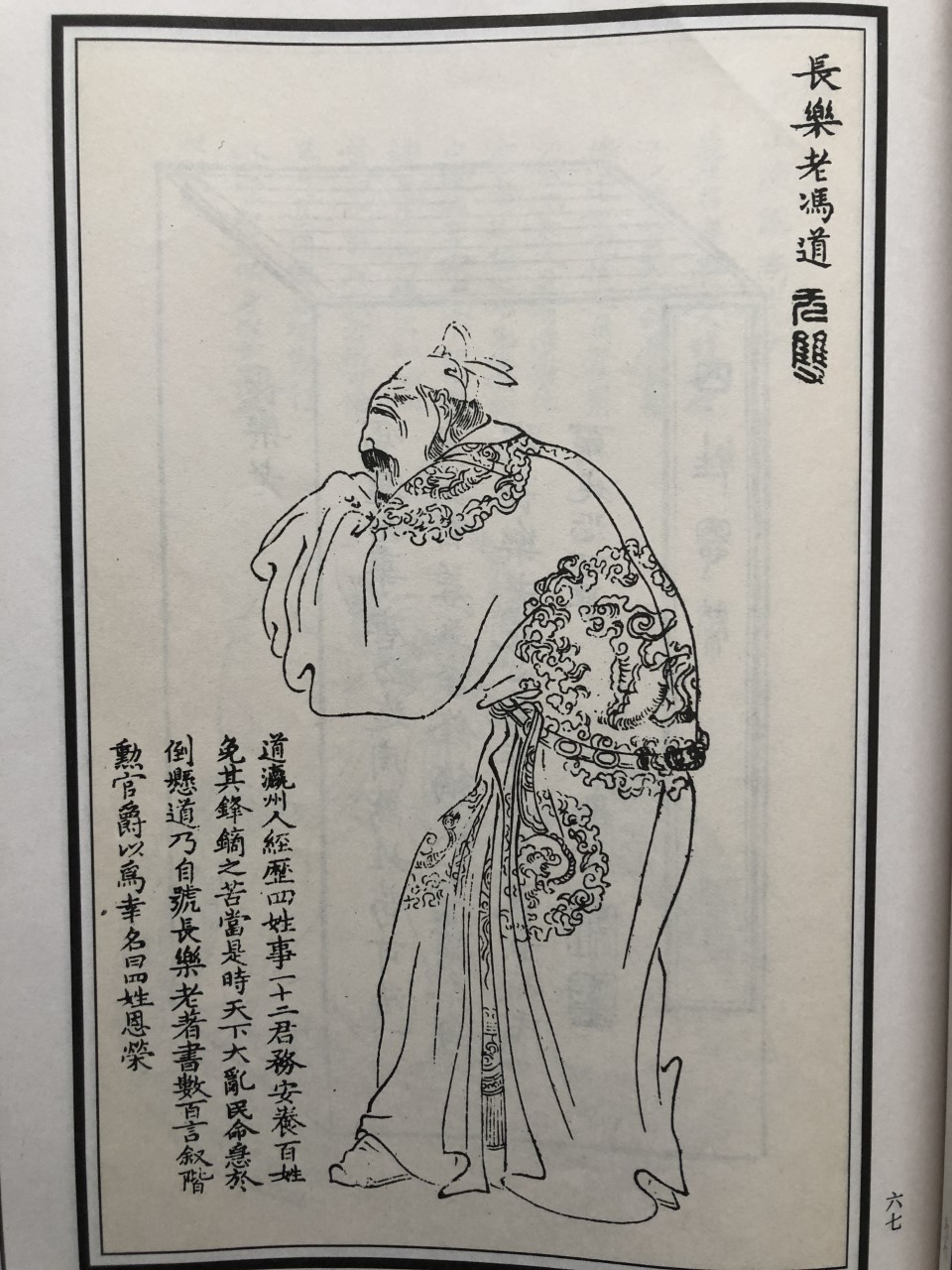

풍도(馮道, 882년~954년 5월 21일(음력 4월 17일))는 중국 당나라 말기부터 오대십국 시대에 걸쳐 활약했던 중국의 정치가·관료이다. 그는 오대의 후량 이후 네 왕조 중 세 왕조(후당・후진・후주)에 걸쳐 재상을 지냈고, 후한 때는 재상을 지내지 않았으나 당시의 정부 요인이기도 하였다. 사후 영왕(瀛王)에 추증되었으며, 문의왕(文懿王)이라는 시호를 받았다. 자는 가도(可道).
군벌 정권의 혼란 시대에 후당·후진·요(遼:契丹)·후한·후주의 다섯 왕조, 열한 명의 군주를 차례로 섬겨서 항상 재상의 지위를 유지했으므로 후세 사람들에게 무절조·파렴치한의 대표적인 인물로 간주되었다. 그러나 난세에 처하여 민중 생활의 안정을 잘 보살폈으므로 사람들로부터 관후한 어른이라고 칭찬을 받기도 했다.
풍도는 자신의 처세와 관련하여 설시(舌詩)라는 4행시를 남겼다. 口是禍之門(구시화지문) 입은 재앙을 불러들이는 문이요, 舌是斬身刀(설시참신도) 혀는 몸을 자르는 칼이로다, 閉口深藏舌(폐구심장설) 입을 닫고 혀를 깊이 감추면, 安身處處牢(안신처처뢰) 가는 곳마다 몸이 편안하리라

## 관련 사적 및 저술
- 《구오대사》 권126, 〈주서〉17, [열전]6, 풍도
- 《신오대사》 권54, 〈잡전〉42, 풍도
- 풍도, 〈장락로자서〉(《전당문》 권857)